# Udbina
Udbina (serbisch-kyrillisch Удбина) ist eine Općina (Verbandsgemeinde) in Kroatien. Sie gehört zur Gespanschaft Lika-Senj und hat 1.334 Einwohner (Volkszählung 2021), von denen 52,10 % Kroaten und 42,65 % Serben sind.

## Geschichte
Im nördlichen Teil der Ortschaft befindet sich die Burg Udbina, die erstmals 1364 urkundlich erwähnt wurde und heute eine Ruine ist.
Nahe Udbina fand 1493 die Schlacht auf dem Krbava-Feld zwischen den Kroaten und den Osmanen statt.
Im Kroatienkrieg (1991–1995) stand der Ort unter Kontrolle der Republik Serbische Krajina. Während des Bosnienkrieges wurde der Flughafen von Udbina am 21. November 1994 durch 30 britische, französische, niederländische und US-amerikanische Kampfflugzeuge im Rahmen der Operation Deny Flight innerhalb von vier Stunden zerstört, nachdem von dort serbische Angriffe auf UNPROFOR-Truppen nahe Bihać geflogen worden waren.

## Persönlichkeiten
- Jovanka Broz (1924–2013), Partisanin und als Titos Ehefrau First Lady Jugoslawiens